# マルケ州

マルケ州
Regione Marche

マルケ州（マルケしゅう、伊: Marche）は、イタリア共和国中部のアドリア海沿岸にある州。州都はアンコーナ。

## 地理

### 位置・広がり
イタリア共和国中部のアドリア海側に位置する州である。州都アンコーナは、ペスカーラから北北西へ約140km、フィレンツェから東へ約184km、ボローニャから東南へ約200km、首都ローマから東北東へ約210kmの距離にある。
隣接する州および国は以下の通り。
- 南 - アブルッツォ州
- 南西 - ウンブリア州
- 西 - トスカーナ州
- 北西 - エミリア＝ロマーニャ州、サンマリノ

### 主要な都市

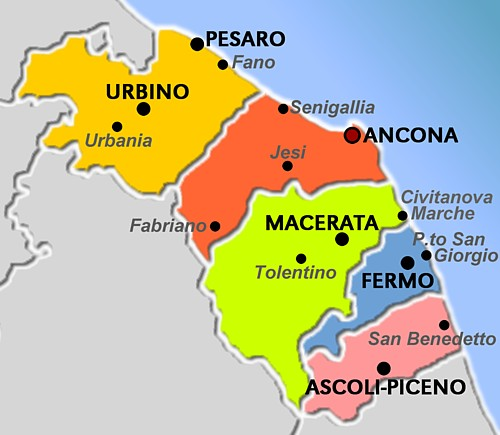
マルケ州の主要都市

人口4万人以上のコムーネは以下の通り。人口は2011年1月1日現在。
- アンコーナ （アンコーナ県） - 102,997人
- ペーザロ （ペーザロ・エ・ウルビーノ県） - 95,011人
- ファーノ  （ペーザロ・エ・ウルビーノ県） - 64,100人
- アスコリ・ピチェーノ （アスコリ・ピチェーノ県） - 51,168人
- サン・ベネデット・デル・トロント （アスコリ・ピチェーノ県） - 48,262人
- セニガッリア （アンコーナ県） - 45,027人
- マチェラータ （マチェラータ県） - 43,019人
- チヴィタノーヴァ・マルケ （マチェラータ県） - 40,816人
- イェージ （アンコーナ県） - 40,635人

その他の主要都市としては、フェルモ、ウルビーノなどが挙げられる。
- アンコーナ
- ファーノ
- アスコリ・ピチェーノ
- マチェラータ

## 行政区画
マルケ州は、以下の5県からなる。

マルケ州と各県

左端の数字はISTATコード、アルファベット2文字は県名略記号を示す。人口は2011年1月1日現在。面積の単位はkm²。
|     |    | 県名                       | 綴り            | 県都                 | 面積  | 人口    |
| --- | -- | -------------------------- | --------------- | -------------------- | ----- | ------- |
| 041 | PS | ペーザロ・エ・ウルビーノ県 | Pesaro e Urbino | ペーザロ             | 2,564 | 366,963 |
| 042 | AN | アンコーナ県               | Ancona          | アンコーナ           | 1,940 | 481,028 |
| 043 | MC | マチェラータ県             | Macerata        | マチェラータ         | 2,774 | 325,362 |
| 045 | AP | アスコリ・ピチェーノ県     | Ascoli Piceno   | アスコリ・ピチェーノ | 1,228 | 214,068 |
| 109 | FM | フェルモ県                 | Fermo           | フェルモ             | 784   | 177,914 |

## 文化・観光

### 言語

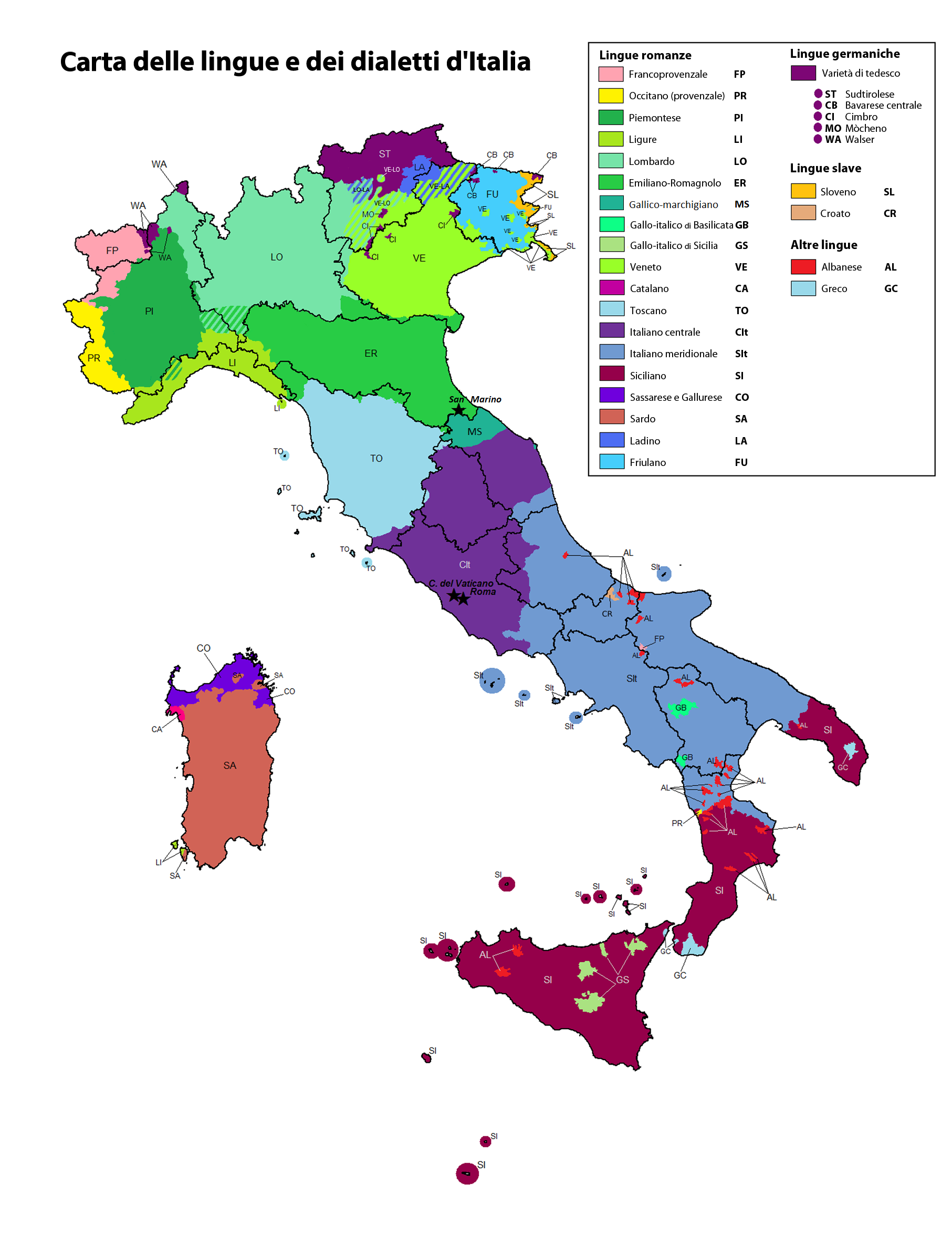
イタリアの言語分布

2006年の国立統計研究所（ISTAT）の統計によれば、6歳以上の住民の家庭内での会話における言語状況は以下の通り。イタリア語（Italiano）、地方言語（Dialetto）、他の言語（Altra lingua）についてのデータで、左列が全国平均、右列がマルケ州の数値である。
| 家庭内の会話における使用言語           | 全国  | 州    |
| -------------------------------------- | ----- | ----- |
| イタリア語のみ、あるいは主にイタリア語 | 45.5% | 38.0% |
| 地方言語のみ、あるいは主に地方言語     | 16.0% | 13.9% |
| イタリア語と地方言語の双方             | 32.5% | 42.2% |
| 他の言語                               | 5.1%  | 5.6%  |

セニガッリア付近を東端としてイタリア半島を横断するラ・スペツィア＝リミニ線（マッサ＝セニガッリア線）と呼ばれるロマンス語の等語線が引かれており、西ロマンス語と東ロマンス語の境界となっている。北部（マッサ＝セニガッリア線以北）ではロマーニャ語（西ロマンス語に属するガロ・イタリア語系エミリア・ロマーニャ語の変種）が話されている。中部では中央イタリア方言、南部ではナポリ語の南マルケ方言 (it:Dialetti marchigiani meridionali) が話される。

### 世界遺産
州には世界遺産が一つある。
- ウルビーノ歴史地区 （ペーザロ・エ・ウルビーノ県ウルビーノ）

### 食文化
山岳地帯でとれる木の実やキノコ、ジビエ、ハーブ、そしてアドリア海で取れる海の幸などが地の料理の食材である。中でもトリュフが代表格。

#### チーズ
州内で唯一のDOP認証を受けているチーズ、カショッタ・ドゥルビーノがペーザロ・エ・ウルビーノ県で生産されている。他にも以下のようなチーズが生産されている。
フォルマッジョ・ディ・フォッサ (Formaggio di fossa)
タラメッロ（現在はエミリア＝ロマーニャ州）が原産地で、アンブラ・ディ・タラメッロ (Ambra di Talamello) ともいい、穴の中で3箇月ほど保管するという特殊な工程を経て完成させるこのチーズは硫黄とトリュフの強い芳香を持つ。色は金色。
ペコリーノ・ディ・モンターニャ (Pecorino di montagna)
マルケ州の山で広く作られているペコリーノ。モンターニャは山のこと。
ペコリーノ・デイ・モンティ・シビッリーニ (Pecorino dei Monti Sibillini)
シビッリーニ山地で作られるペコリーノ。
その他、カセック (Casecc)、カプリーノ (Caprino)、スラッタート (Slattato)、ラヴィッジョーロ (Raviggiolo) 、カチョ・イン・フォルマ・ディ・リモーネ (Cacio in forma di limone) といったチーズがある。

#### 酒
古代ローマのころから続くワインの歴史により、この地には4つのDOCGワインと15のDOCワインがある。赤ワインも白ワインもある。
その他、以下のようなリキュール類もある。
ミストラ (Mistra)
アスコリ・ピチェーノ県とマチェラータ県でよく見られる蒸留酒。原料はブドウとアニス。アニセッタ (Anisetta)と呼ばれるものは甘みがある。そのまま、あるいはコーヒーに入れて飲む。
ヴィン・コット (Vin Cotto)
州南部で見られる。沸騰させたブドウジュースが原料のリキュール。各家庭で作られ、とっておきのものとして重要なイベントのときに飲まれる。甘みがある。
ヴィン・サント (Vin Santo)
州北部で見られる。乾燥させたブドウが原料のリキュール。長期熟成させるもので、甘さと香りが特長。
ヴィーノ・ディ・ヴィッショラ (Vino di visciola)
イェージ周辺とペーザロ・エ・ウルビーノ県で見られる。野生のサクランボと赤ワインが原料のリキュール。

#### 料理
郷土料理としては魚介類スープのブロデット、干しダラ料理のストッカフィッソ・アッランコニターナ、ウサギ料理のコニーイオ・イン・ポルケッタなどがある。

## スポーツ

### サッカー
州内に本拠を置くプロサッカークラブとしては以下がある。所属リーグは2018-19シーズン現在。
- アスコリ・カルチョ1898 FC （アスコリ・ピチェーノ県アスコリ・ピチェーノ） - セリエB（2部リーグ）
- アルマ・ユヴェントス・ファーノ1906（英語版） （ペーザロ・エ・ウルビーノ県ファーノ） - セリエC（3部リーグ）

4部リーグ（アマチュア最上位リーグ）のセリエDでは、エミリア＝ロマーニャ州・アブルッツォ州・モリーゼ州のチームとともにジローネFに属する。マルケ州の地方リーグ（5部リーグ）として、エッチェッレンツァ・マルケ (it:Eccellenza Marche) がある。

## 交通

### 主要な道路
高速道路（アウトストラーダ）
- アウトストラーダ A14
〔ボローニャ - リミニ〕 - ペーザロ - アンコーナ - チヴィタノーヴァ・マルケ - サン・ベネデット・デル・トロント - 〔ペスカーラ - バーリ - ターラント〕

- RA11  (it:Raccordo autostradale 11) 
アスコリ・ピチェーノ - サン・ベネデット・デル・トロント

国道
- SS4  (it:Strada statale 4 Via Salaria) 
〔ローマ〕 - アスコリ・ピチェーノ - サン・ベネデット・デル・トロント

- SS16 (it:Strada statale 16 Adriatica) 
〔パドヴァ - リミニ〕 - ペーザロ - アンコーナ - チヴィタノーヴァ・マルケ - サン・ベネデット・デル・トロント - 〔ペスカーラ - バーリ - オトラント〕

### 主要な鉄道
おおむね北および西を優先し、通過点もしくはその近傍の地名を示す。〔　〕内は州外。
- ボローニャ＝アンコーナ線 (it:Ferrovia Bologna-Ancona) 
〔ボローニャ - リミニ〕 - ペーザロ - アンコーナ

- アドリアティカ線 (it:Ferrovia Adriatica) 
アンコーナ - チヴィタノーヴァ・マルケ - サン・ベネデット・デル・トロント - 〔ペスカーラ - テルモリ - バーリ - レッチェ〕

- ローマ＝アンコーナ線
〔ローマ - オルテ - テルニ〕- ファブリアーノ - イェージ - アンコーナ

- チヴィタノーヴァ・マルケ＝ファブリアーノ線 (Ferrovia Civitanova Marche-Fabriano) 
ファブリアーノ - マチェラータ - チヴィタノーヴァ・マルケ

- アスコリ・ピチェーノ＝サン・ベネデット・デル・トロント線 (it:Ferrovia Ascoli Piceno-San Benedetto del Tronto) 
アスコリ・ピチェーノ - サン・ベネデット・デル・トロント

### 主要な港湾

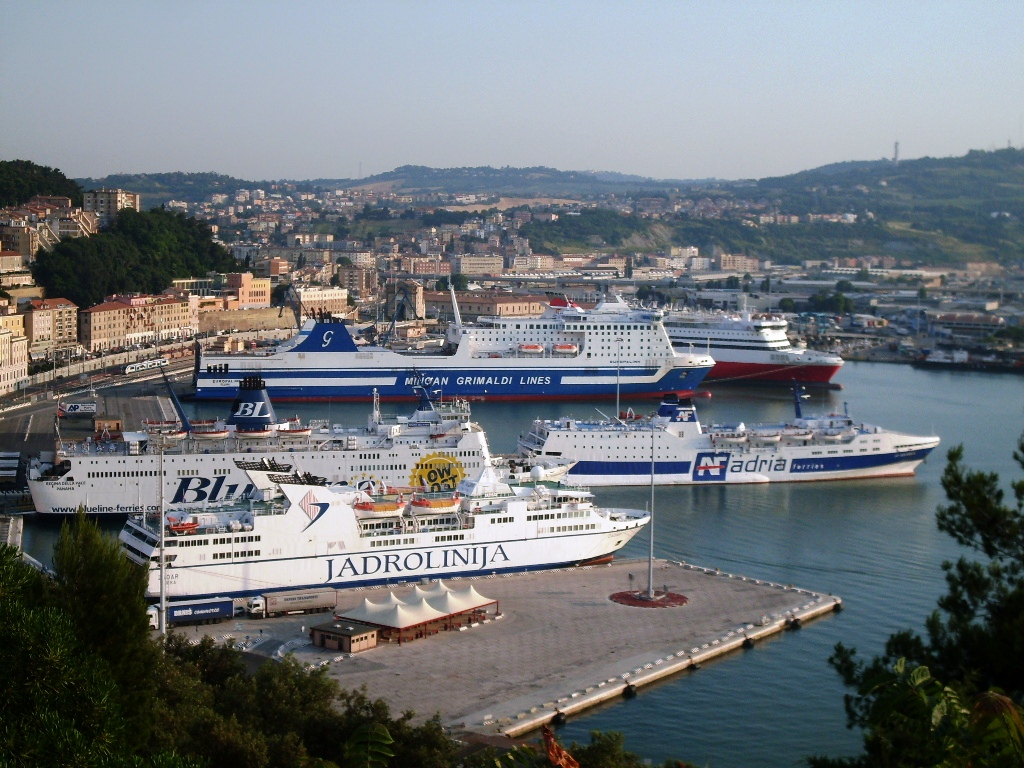
アンコーナ港

- アンコーナ港 (it:Porto di Ancona)
- ペーザロ港 (it:Porto di Pesaro)
- サン・ベネデット・デル・トロント港 (it:Porto di San Benedetto del Tronto)
- ファーノ港 (it:Porto di Fano)
- チヴィタノーヴァ・マルケ港 (it:Porto di Porto di Civitanova Marche)
- ポルト・サン・ジョルジョ港 (it:Porto di Porto San Giorgio)

### 空港
- アンコーナ・ファルコナーラ空港 (it:Aeroporto di Ancona-Falconara)

このほか、ゼネラル・アビエーションの空港が、ファーノ (it:Aeroporto di Fano) にある。

## 人物

### 著名な出身者
- フリードリヒ2世 - 12世紀の神聖ローマ皇帝。イェージ生まれ。
- ラファエロ・サンティ - ルネサンス期の画家・建築家。ウルビーノ出身。
- マテオ・リッチ - 16-17世紀のイエズス会宣教師。中国で布教、西洋科学思想を東洋に伝える。マチェラータ生まれ。
- クレメンス11世 - 17-18世紀の聖職者、ローマ教皇（在位: 1700年 - 1721年）。ウルビーノ生まれ。
- ジョアキーノ・ロッシーニ - 19世紀の作曲家。ペーザロ出身。
- ピウス8世 - 18-19世紀の聖職者、ローマ教皇（在位: 1829年 - 1830年）。チンゴリ生まれ。
- ピウス9世 - 19世紀の聖職者、ローマ教皇（在位: 1846年 - 1878年）。セニガッリア生まれ。
- ピエトロ・ガスパッリ（英語版） - 19-20世紀の聖職者・教会法学者・外交官。枢機卿。ウッシタ生まれ。
- マリア・モンテッソーリ - 19-20世紀の医学者・幼児教育者、モンテッソーリ教育開発者。キアラヴァッレ生まれ。
- アルナルド・フォルラーニ - 20世紀の政治家、首相。ペーザロ生まれ。
- ロベルト・マンチーニ - サッカー選手・指導者。イェージ生まれ。

### ゆかりの人物
- ポンペイウス - 共和政ローマの政治家・軍人。当地の名門の家系。